# (7902) Hanff
(7902) Hanff es un asteroide que forma parte del cinturón de asteroides y fue descubierto por Eric Walter Elst el 18 de abril de 1996 desde el Observatorio de La Silla, Chile.

## Designación y nombre
Hanff fue designado al principio como 1996 HT17.
Más adelante, en 1997, se nombró en honor del músico alemán Johann Nicolaus Hanff (1665-1711).

## Características orbitales
Hanff orbita a una distancia media de 2,872 ua del Sol, pudiendo alejarse hasta 2,995 ua y acercarse hasta 2,749 ua. Tiene una excentricidad de 0,04289 y una inclinación orbital de 2,668 grados. Emplea 1778 días en completar una órbita alrededor del Sol. El movimiento de Hanff sobre el fondo estelar es de 0,2025 grados por día.

## Características físicas
La magnitud absoluta de Hanff es 13,1.